# Gisela Howey
Gisela Howey (* 9. März 1939 in Bremen; † 6. Februar 2010 in Bremen) war eine Bremer Politikerin (SPD) und Mitglied der Bremischen Bürgerschaft.

## Biografie

### Familie, Ausbildung und Beruf
Howey war die Tochter eines Kaufmanns, der bei einem Flugzeughersteller arbeitete. Sie wuchs mit ihren drei Geschwistern in Bremen – Schwachhausen und in der Östlichen Vorstadt auf. 

Sie besuchte bis 1955 das Oberschule an der Hamburger Straße in Bremen bis zur mittleren Reife. Sie absolvierte eine Lehre für den mittleren Postdienst. Am Postamt 5 war sie dann bis 1967 Postsekretärin. 1965 heiratete sie Gerd Howey; beide hatten zwei Kinder. Ab den späteren 1970er Jahren war sie halbtags bei einem Fachverlag tätig.

### Politik
Howey und ihr Mann wurden 1966 Mitglied der SPD. Hier war sie Mitglied im SPD-Ortsverein Steintor sowie in verschiedenen Gremien der Partei. Von 1971 bis 1975 war sie Mitglied der Bremischen Bürgerschaft und in verschiedene Deputationen (Jugendhilfe, Ernährung und Verbraucherfragen) der Bürgerschaft tätig. Von 1975 bis 1991 vertrat sie ihre Partei im Beirat im Bremer Stadtteil Östliche Vorstadt; zumeist war sie hier Sprecherin des Sozialausschusses.
Bei der Gründung und dem Aufbau des Jugendfreizeitzentrums Friesenstraße im Steintor wirkte sie mit sowie beim Aufbau des Bürgerhauses Weserterrassen in der Östlichen Vorstadt; hier war sie 34 Jahre lang Mitglied im Vorstand und wurde 2009 Ehrenmitglied.